# Northern FC
Northern Football Club was een Schotse voetbalclub uit Glasgow. De club werd opgericht in 1874 en opgeheven in 1897. De thuiswedstrijden werden gespeeld in Hyde Park. De clubkleuren waren lichtblauw-donkerblauw.